# Landtag de Hesse
21e législature
Château de Wiesbaden
Le Landtag de Hesse (en allemand : Hessischer Landtag) est le parlement régional du Land de Hesse. Il se compose de 137 députés élus pour cinq ans au scrutin proportionnel mixte.

## Mode de scrutin
Le Landtag est constitué de 110 députés (en allemand : Mitglied des Landtags, MdL), élus pour une législature de cinq ans au suffrage universel direct et suivant le scrutin proportionnel de Hare/Niemayer.
Chaque électeur dispose de deux voix : la première (en allemand : Wahlkreisstimme) lui permet de voter pour un candidat de sa circonscription selon les modalités du scrutin uninominal majoritaire à un tour, le Land comptant un total de 55 circonscriptions ; la seconde voix (en allemand : Landesstimme) lui permet de voter en faveur d'une liste de candidats présentée par un parti au niveau du Land.
Lors du dépouillement, l'intégralité des 110 sièges est répartie à la proportionnelle sur la base des secondes voix uniquement, à condition qu'un parti ait remporté 5 % des voix au niveau du Land. Si un parti a remporté des mandats au scrutin uninominal, ses sièges sont d'abord pourvus par ceux-ci.
Dans le cas où un parti obtient plus de mandats au scrutin uninominal que la proportionnelle ne lui en attribue, la taille du Landtag est augmentée jusqu'à rétablir la proportionnalité.

## Présidents du Landtag
| Nom                | Nom                                  | Durée                              | Parti |
| ------------------ | ------------------------------------ | ---------------------------------- | ----- |
|                    | Otto Witte                           | 15 juillet 1946 - 15 décembre 1954 | SPD   |
| Heinrich Zinnkann  | 16 décembre 1954 - 30 novembre 1962  |                                    | SPD   |
| Franz Fuchs        | 1er décembre 1962 - 30 novembre 1966 |                                    | SPD   |
| Georg Buch         | 1er décembre 1966 - 3 décembre 1974  |                                    | SPD   |
|                    | Hans Wagner                          | 3 décembre 1974 - 30 novembre 1982 | CDU   |
| Jochen Lengemann   | 1er décembre 1982 - 13 octobre 1983  |                                    | CDU   |
|                    | Erwin Lang                           | 13 octobre 1983 - 23 avril 1987    | SPD   |
|                    | Jochen Lengemann                     | 23 avril 1987 - 22 juillet 1987    | CDU   |
| Klaus Peter Möller | 25 juillet 1987 - 4 avril 1988       |                                    | CDU   |
|                    | Karl Starzacher                      | 5 avril 1991 - 4 avril 1995        | SPD   |
|                    | Klaus Peter Möller                   | 5 avril 1995 - 4 avril 2003        | CDU   |
| Norbert Kartmann   | 5 avril 2003 - 18 janvier 2019       |                                    | CDU   |
| Boris Rhein        | 18 janvier 2019 – 31 mai 2022        |                                    | CDU   |
| Astrid Wallmann    | depuis le 31 mai 2022                |                                    | CDU   |